# Joel Sánchez (calciatore 1974)
Joel Sánchez Ramos (Guadalajara, 17 agosto 1974) è un allenatore di calcio ed ex calciatore messicano, di ruolo difensore, tecnico del Los Cabos.

## Carriera

### Club
Inizia la carriera nel Chivas de Guadalajara, dove gioca fino al 1997, anno nel quale si trasferisce al Club América di Città del Messico, dove gioca 100 partite di campionato. Nel 2000 torna al Chivas de Guadalajara, rimanendoci fino al 2003, quando passa al Veracruz. Nel 2007 gioca nel Tecos de la UAG. Dal 2010 al 2011 gioca nel Veracruz.

### Nazionale
Ha giocato in nazionale dal 1995 al 2000, vincendo la Confederations Cup 1999.